# Encarsia vanharteni
Encarsia vanharteni är en stekelart som beskrevs av Gennaro Viggiani 1993. Encarsia vanharteni ingår i släktet Encarsia och familjen växtlussteklar. Inga underarter finns listade i Catalogue of Life.